# 卡斯特里尼亚诺-德尔卡波
卡斯特里尼亚诺-德尔卡波（義大利語：Castrignano del Capo），是意大利莱切省的一个市镇。总面积20.27平方公里，人口5424人，人口密度267.6人/平方公里（2009年）。ISTAT代码为075019。